# Carlo Lamprecht
Pour les articles homonymes, voir Lamprecht.
 (mars 2020).
 (mars 2020).
Il peut être nécessaire de l'améliorer pour respecter le principe de neutralité de point de vue. Veuillez consulter la page de discussion pour plus de détails.

Carlo Lamprecht, né le 26 octobre 1935 à Lugano et mort le 20 avril 2022 à Genève, est un homme politique suisse, membre du Parti démocrate-chrétien.

## Biographie
Carlo Lamprecht naît à Lugano le 26 octobre 1935. Il a un frère aîné, devenu horloger à Lugano.
Il passe son enfance à Lugano, où son père est postier.
Il arrive à 15 ans à Genève et y fait un apprentissage de mécanicien aux Ateliers de Sécheron,.
Il rencontre sa future épouse en 1958 dans le train. Il est marié et père d'un enfant.
Il meurt le 20 avril 2022 des suites d'une grave maladie après une opération à la clinique des Grangettes à Genève.

### Parcours professionnel
Après l’obtention d’un CFC auprès des Ateliers de Sécheron de Genève, Carlo Lamprecht complète sa formation au sein de la même entreprise de 1951 à 1954, en tant que dessinateur industriel.
Embauché comme projeteur par Hispano-Suiza en 1963, il entreprend, en parallèle de son emploi de dessinateurs-constructeur, des études d’ingénieur à l’École Supérieure Technique de Genève, dans la section Technicum du Soir.
Après avoir obtenu son diplôme d’ingénieur-technicien ETS en mécanique en juin 1968, il est embauché au CERN comme projeteur sur le projet BEBC (Big European Bubble Chamber), un détecteur de collision de protons. Chargé de la coordination des travaux de montage de ce grand détecteur, il poursuit sa carrière avec les mêmes fonctions sur d’autres expériences de physique de la zone Nord du CERN, et notamment celles de UA2 pour l’étude des collisions entre protons et antiprotons.
Sollicité en 1983 par une grande compagnie Suisse d’assurances pour se charger de la maîtrise des risques industriels de ses grands clients, il quitte le CERN après 15 ans de services et rejoint l’économie privée. Il a dès lors l’occasion d’inspecter un grand nombre d’entreprises de branches différentes.  
En 1988, la Suisse Générale Assurances, alors filiale de la Compagnie Suisse de Réassurances, le nomme à la direction de son agence générale de Genève associé à M. Claude Metroz. À la suite de la disparition de cette compagnie en 1994, il est embauché par la Genevoise Assurances comme agent général pour Genève.
Élu au Conseil d’État de la République et Canton de Genève le 16 novembre 1997, il quitte ses fonctions dans l’économie privée le 30 novembre.

### Parcours politique

#### Niveau communal
Élu au Conseil municipal de la ville d’Onex en 1975 à l’âge de 40 ans, Carlo Lamprecht en devient le président pour la période 1981-1982.
En 1987, il accède au Conseil administratif (exécutif). Il y est réélu à deux reprises, en 1991 et 1995. Durant cette période, il assume quatre fois la fonction de maire de la ville d’Onex.
Chargé de l’urbanisme, des affaires sociales, des écoles, du Service loisirs et culture de même que des affaires du personnel communal, il est à l’origine en 1985 de la création du parlement des jeunes de la ville d’Onex, le premier du canton de Genève. Il fonde également le premier centre de promotion de la santé sur le plan communal à Genève.
Membre du comité de l’Association des communes genevoises, il est élu à sa présidence pour une période de 4 ans de 1991 à 1995.

#### Niveau cantonal
Élu au Grand Conseil le 12 octobre 1997, Carlo Lamprecht n’a siégé qu’une seule séance, étant élu au Conseil d’État le 16 novembre de la même année ; soit quelques semaines plus tard.
Responsable du Département de l’Économie, de l’Emploi et des Affaires extérieures, il assumera huit ans durant la charge de président du Conseil d’Administration de l’Aéroport International de Genève, de la Fondation du Tourisme, du Palais des expositions Palexpo, de la Fondation des Terrains Industriels, du Conseil de Surveillance du Marché de l’emploi, de l’Office de la Promotion Industrielle (OPI), de l’Office Cantonal de l’emploi, de l’Office de Promotion des Produits Agricoles (OPAGE), de même que la co-présidence du Conseil Régional Franco-Genevois (CRFG) avec les différents Préfets de la région Rhône-Alpes en fonction à cette époque. Il a notamment contribué à l’implantation à Genève de nombreuses multinationales telles que Procter & Gamble Company et Japan Tobacco International. Il est également chargé durant son mandat de la solidarité internationale pour l’État de Genève.                      
Sur le plan régional, il a assumé la Présidence de la Conférence des Départements de l’économie publique de la Suisse Occidentale de même que celle des Gouvernements de Suisse Occidentale.
Président du Conseil d’État pour la période 2000-2001 il sera réélu pour une deuxième législature de 2001 à 2005.
Âgé de 70 ans à la fin 2005 il décide de lui même de renoncer à un troisième mandat et quitte le Conseil d’État à la fin de l’exercice 2005.

### Positionnement politique
Il déclare fin 1997 plutôt appartenir à l'aile gauche de son parti.

### Parcours sportif
Carlo Lamprecht a été joueur de basketball en LNA et LNB avec les équipes de Sécheron Basket, Nyon Basket, Cassarate Lugano, Champel Basket et Chêne Basket.
Sélectionné dans l’équipe nationale Suisse à l’âge de 19 ans, il a disputé plusieurs rencontres internationales, notamment contre les équipes d’Italie, d’Espagne et de France.
Il est titulaire de l’équipe nationale Suisse dans le cadre des Championnats d’Europe à Budapest en 1955.
Entraîneur par la suite des équipes masculines de Sécheron Sport, Nyon Basket, Champel et Chêne Basket, il obtient le brevet d’entraîneur fédéral de la Fédération Suisse de Basketball. Dans ce rôle, il a été entraîneur de l’équipe nationale Suisse féminine durant quatre ans et assistant de l’entraîneur de l’équipe nationale Suisse masculine à Bologne, lors du tournoi qualificatif pour les Jeux Olympiques de Rome de 1960.

### Autres fonctions post Conseil d'État
Carlo Lamprecht est notamment président du Club diplomatique de Genève et président du Grand Prix d’Horlogerie de Genève de 2009 à 2017.

## Distinctions
- Citoyen d’honneur de la commune de Brăduleț - Argeș, Roumanie - 2009
- Chevalier de la Légion d’Honneur - 18 avril 2006
- Esprit d’entreprise - FER Genève - 2009
- Commendatore al merito della Repubblica Italiana - 2 juin 2011
- Dr. Honoris causa de Université Libano-Canadienne de Aintoura - 27 juin 2014
- I Numeri 1 - Camera di Commercio Italiana per la Svizzera - 2019